# Актепа (футбольный клуб)
Футбольный клуб Актепа (узб. "Oqtepa" professional futbol klubi) — узбекистанский футбольный клуб из города Ташкент. Основан в 2000 году, в настоящее время выступает в Про-лиге A Узбекистана.

## История
Футбольный клуб «Актепа» был основан в 2000 году Ганишером Шагулямовым. В 2000—2005 годах выступал во Второй лиге Узбекистана, а главным тренером команды был Рустам Хамдамов.
В 2005 году победил в своей группе финального этапа Второй лиги и вышел в переходный турнир, который давал право играть в Первой Лиге.
В 2006 году «Актепа» дебютировала в Первой лиге, причём командой управляли сразу 2 тренера — Низам Нартаджиев и Атабек Мансуров, приведшие её на 11-е место.
В сезоне-2007 единственным главным тренером клуба остался Атабек Мансуров, поднявший его на 7-е место. А в 2008 году команду возглавил Равиль Имамов, занявший с ней 6-е место.
По некоторым причинам в следующем году «Актепа» не смогла участвовать в Первой лиге. Но в сезоне-2010 она вернулась в данный дивизион, поставив себе высокие цели.
В команду был приглашен помощник главного тренера юношеской сборной Узбекистана Алексея Евстафеева — Александр Мочинов, но с ним «Актепа» заняла только 11-е место.
В 2011 году Мочинов продолжил свою работу, однако в итоге команда опустилась на 16-е место. Эти результаты не удовлетворили руководство клуба, и специалист был уволен со своего поста.
В 2012 году управление командой перешло в руки Вахида Холбоева, но он не смог придать игрокам уверенности, и до конца сезона их тренировал уже Фарход Абдурасулов. Итогом оказалось 8-е место.
В сезоне-2013 тренером клуба стал бывший футболист «Актепы» Александр Токов, во главе с которым она заняла 10-е место.
В начале 2014 года главным тренером клуба опять назначили Александра Мочинова, но ещё по ходу 1-го круга он ушел в отставку. До 2-го круга команду возглавлял опытный тренер Фуркат Эсанбаев.
А со 2-го круга эту должность доверили Ильдару Сакаеву. В сезоне-2014 «Актепа» заняла 4-е место в Первой лиге, а в следующем — 2-е (это наивысшее место в истории клуба).

## Стадион и база
«Актепа» проводит свои домашние матчи на стадионе в массиве «Актепа» в Ташкенте. Размеры футбольного поля составляют 105х68 метров.
До 2012 года покрытие поля было естественным, но по инициативе руководства клуба был расстелен искусственный газон.

## Руководство клуба
| Президент                           | Сарвар Шагулямов   |
| Вице-президент                      | Улугбек Алимов     |
| Советник президента                 | Ганишер Шагулямов  |
| Начальник клуба                     | Фарход Абдурасулов |
| Главный тренер                      | Александр Ежов     |
| Директор футбольной школы «Ак-тепа» | Владимир Гаврилов  |
| Главный секретарь                   | Равшан Рихсиев     |
| Пресс-секретарь                     | Фуркатбек Нишанов  |
| Главный врач команды                | Марат Хузияхметов  |

## Тренеры
| Год             | Тренер                             |
| --------------- | ---------------------------------- |
| 2000-2005       | Рустам Хамдамов                    |
| 2006            | Низам Нартаджиев и Атабек Мансуров |
| 2007            | Атабек Мансуров                    |
| 2008            | Равиль Имамов                      |
| 2010-2011       | Александр Мочинов                  |
| 2012 (1-й круг) | Вахид Холбоев                      |
| 2012 (2-й круг) | Фарход Абдурасулов                 |
| 2013            | Александр Токов                    |
| 2014 (1-й круг) | Александр Мочинов                  |
| 2014 (2-круг)   | Фуркат Эсанбаев                    |
| 2014- 2019      | Илдар Сакаев                       |
| 2019-н.в        | Александр Ежов                     |